# Fabio Maniscalco
Pour les articles homonymes, voir Maniscalco.
Fabio Maniscalco (né le 1er août 1965 à Naples et mort dans la même ville le 1er février 2008) est un historien, archéologue, architecte, écrivain et universitaire italien.

## Biographie
Fabio Maniscalco est professeur d'histoire et de protection du patrimoine architectural et culturel à l'Université de Naples - L'Orientale et président du Comité scientifique de l'Institut pour la recherche, le développement et la formation dans le Méditerranée (I.S.Fo.R.M., pour Istituto per lo Sviluppo, la Formazione e la Ricerca nel Mediterraneo). Il est aussi professeur honoraire de l'Académie des sciences d'Albanie.
Il fonde en 1997 l’Observatoire International pour la Protection du Patrimoine Culturel dans les régions en crise, qu'il dirige. Il a dirigé beaucoup de projets et d'activités de protection du patrimoine culturel en Bosnie-Herzégovine, Albanie, Kosovo, Palestine, Algérie, Nigéria, Afghanistan.
Maniscalco est directeur de la collection monographique Mediterraneum. Protection et valorisation du patrimoine culturel (Université de Naples « L'Orientale »). Il est aussi fondateur et directeur du fugace Web Journal on Cultural Patrimony (2006-2007) et codirecteur de la collection monographique Studi di Storia e Topografia sulla Campania Romana.
En 1997, Fabio Maniscalco est candidat au Prix Nobel de la paix.
Il meurt à 42 ans des suites d'un cancer du pancréas.

## Mediterraneum- Protection et valorisation du patrimoine culturel
Fondé et dirigé par Fabio Maniscalco, le Mediterraneum. protection et valorisation du patrimoine culturel(Mediterraneum) est une série monographique multidisciplinaire et scientifique visant à établir les méthodologies, les technologies et les outils les plus aptes à la sauvegarde, à la conservation et à la valorisation du patrimoine culturel, matériel et immatériel.